# Розрахунок (техніка)
Розрахунок (техніка) — текстовий конструкторський документ, який містить обчислення параметрів і характерних величин виробу, наприклад: кінематичний розрахунок, розрахунок розмірних ланцюгів, розрахунок на міцність та ін.
Код документа за міждержавним стандартом ГОСТ 2.102-68 — РР.

## Роль розрахунку при проектуванні (конструюванні)
Проектування і конструювання машин нерозривно пов'язані з розрахунками, за допомогою яких встановлюються технічні характеристики, кінематичні параметри, розміри деталей, що несуть навантаження, запас міцності, довговічність для всіх умов експлуатації і для всіх навантажень. Розрахунки і конструювання поєднані між собою. Ці творчі процеси завжди коректують і доповнюють один одного. Розрахунки вказують шлях, за яким треба рухатися в напрямі отримання найоптимальнішого технічного результату.

## Види розрахунків
У проектуванні використовують такі види розрахунків: 
- геометричний — розрахунок розмірних ланцюгів, координат, зазорів;
- кінематичний — розрахунок переміщень, швидкостей, прискорень, передавальних чисел кінематичних ланцюгів та ін.;
- динамічний — розрахунок навантажень деталей машин та їхніх змін у часі;
- розрахунки на міцність та жорсткість — визначення напружень та деформацій деталей машини при навантаженнях у робочих режимах;
- енергетичні — розрахунки затрат енергії, параметрів енергетичного балансу;
- техніко–економічні — розрахунки продуктивності, вартості, ефективності використання.

Розрахунки на міцність та жорсткість залежно від їх місця в усьому процесі проектування і конструювання поділяють на проектні та перевірочні.
Проектні розрахунки використовують для визначення вихідних розмірів деталей чи їхніх елементів, до того ж ці розрахунки в більшості випадків виконують за спрощеними методиками. Розміри, отримані в проектному розрахунку — це основа для вибору форми деталі та її конструктивних елементів і подальшої ув'язки з іншими деталями в конкретному вузлі машини. Інколи доцільно вибирати конструктивну форму і розміри деяких деталей машин, керуючись досвідом проектної роботи, рекомендаціями стандартів або беручи до уваги відомі аналоги елементів машини, що пройшли перевірку в експлуатації.
Перевірочні розрахунки є обов'язковими і найбільш точними. Вони виконуються за потрібними критеріями роботоздатності на кінцевих етапах проектування і конструювання для всіх відповідальних деталей машин. Якщо форма і розміри деталі не відповідають критеріям міцності чи жорсткості, то змінюють її розміри, конструкцію чи матеріал і повторюють розрахунок. Для деталей високого ступеня відповідальності або деталей складної форми з точно не встановленим характером навантаження доцільно проводити експериментальну перевірку розрахунків.

## Нормативна документація
- ГОСТ 2.105-95. ЕСКД. Общие требования к текстовым документам.
- ГОСТ 2.106-96. ЕСКД. Текстовые документы.